# Représentations diplomatiques en Arménie

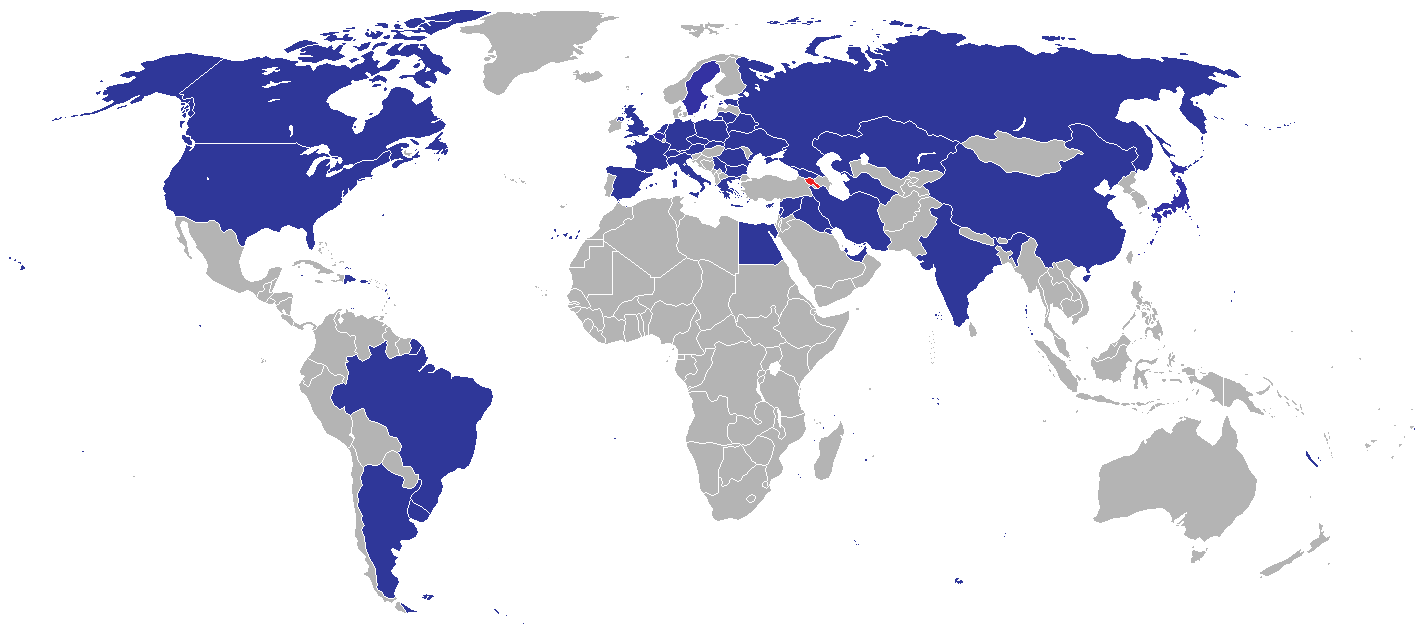
Représentations diplomatiques en Arménie.

Les représentations diplomatiques en Arménie sont composées de 37 ambassades à Erevan. D'autres pays ont accrédité leur ambassade respective hors d'Arménie. S'y ajoute une délégation de la Commission européenne.

## Ambassades à Erevan

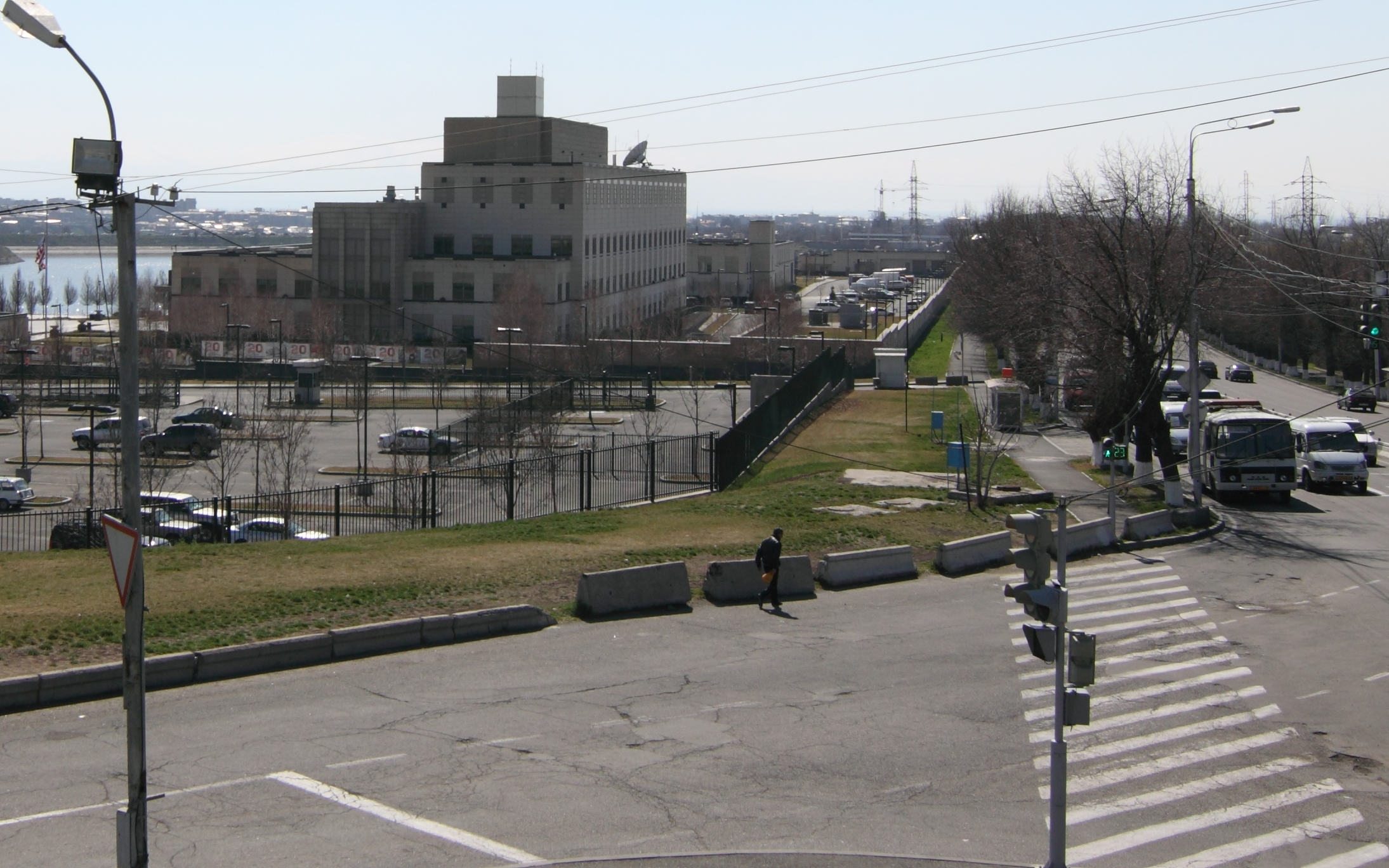
Ambassade des États-Unis.

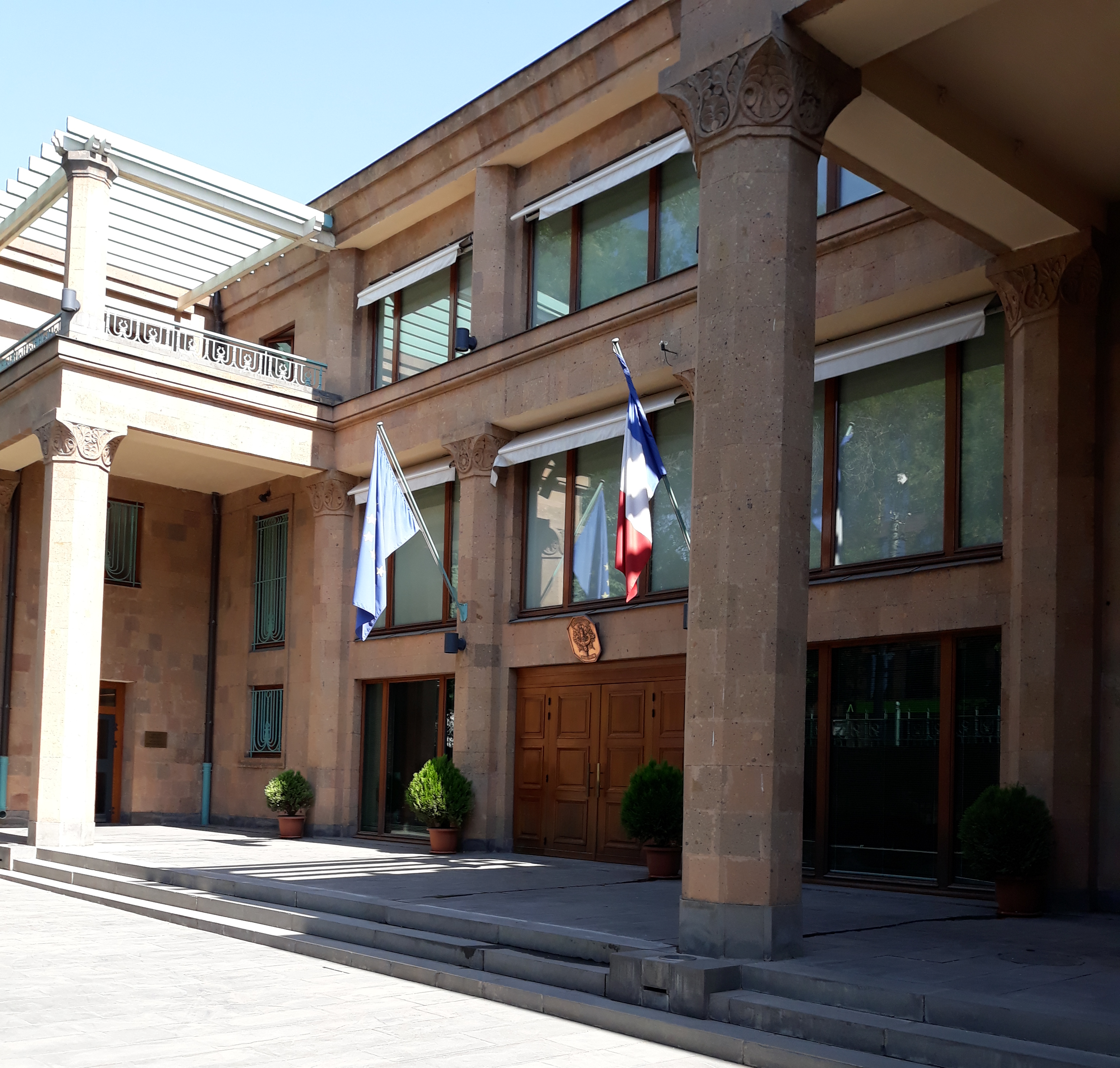
Ambassade de France.

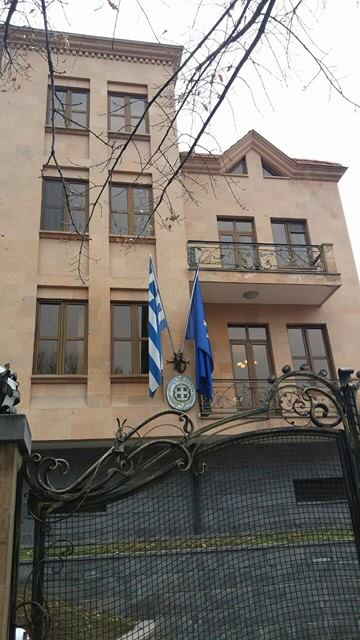
Ambassade de Grèce.

| - Allemagne - Argentine - Biélorussie - Brésil - Bulgarie - Canada - Chine - Égypte - Émirats arabes unis - États-Unis - France (ambassade) - Géorgie - Grèce - Inde - Irak - Iran - Italie - Japon - Kazakhstan | - Koweït - Liban - Lituanie - Pays-Bas - Pologne - République tchèque - Roumanie - Royaume-Uni - Russie - Serbie - Slovaquie - Suisse - Suède - Syrie - Turkménistan - Ukraine - Uruguay - Vatican |

## Autre poste à Erevan
- Autriche (Bureau de l'ambassade)
- Espagne (Bureau de l'ambassade)
- Union européenne (délégation)

## Consulats

### Consulats honoraires à Erevan
- Autriche
- Belgique
- Canada
- Corée du Sud
- Croatie
- Chypre
- Danemark
- Espagne
- Estonie
- Finlande
- Indonésie
- Irlande
- Israël
- Kirghizistan
- Lettonie
- Lituanie
- Malte
- Maroc
- Monténégro
- Norvège
- Oman
- Philippines
- Portugal
- Saint-Marin
- Slovénie
- Sri Lanka
- Thaïlande

### Consulat général à Gyumri
- Russie

### Consulats honoraires à Gyumri
- Biélorussie
- Italie
- Ukraine

## Ambassades accréditées hors d'Arménie
| - Afghanistan (Moscou) - Afrique du Sud (Kiev) - Albanie (Athènes) - Algérie (Moscou) - Angola (Moscou) - Australie (Moscou) - Bahreïn (Téhéran) - Belgique (Bruxelles) - Bénin (Moscou) - Bosnie-Herzégovine (Moscou) - Cambodge (Moscou) - Cameroun (Moscou) - Chili (Moscou) - Chypre (Moscou) - Corée du Nord (Moscou) - Corée du Sud (Moscou) - Croatie (Athènes) - Cuba (Moscou) - Danemark (Kiev) - Équateur (Moscou) - Espagne (Moscou) - Estonie (Tbilissi) - Éthiopie (Moscou) - Finlande (Helsinki) - Gabon (Moscou) - Ghana (Moscou) - Guatemala (Moscou) - Indonésie (Kiev) - Irlande (Sofia) - Islande (Moscou) - Israël (Jérusalem) - Jordanie (Tachkent) | - Kirghizistan (Moscou) - Lettonie (Tbilissi) - Libye (Moscou) - Malaisie (Moscou) - Mali (Moscou) - Malte (Varsovie) - Maroc (Kiev) - Mexique (Moscou) - Moldavie (Moscou) - Monténégro (Podgorica) - Népal (Moscou) - Nicaragua (Moscou) - Nigeria (Téhéran) - Norvège (Moscou) - Nouvelle-Zélande (Moscou) - Oman (Moscou) - Ouzbékistan (Moscou) - Paraguay (Moscou) - Pérou (Moscou) - Philippines (Moscou) - Portugal (Moscou) - Qatar (Téhéran) - Sénégal (Moscou) - Slovénie (Kiev) - Sri Lanka (Moscou) - Thaïlande (Moscou) - Uruguay (Moscou) - Vatican (Tbilissi) - Venezuela (Moscou) - Viêt Nam (Moscou) - Zambie (Moscou) |

## Futures ouvertures d'ambassades àErevan
- Malte